# شعب التوركانا
شعب التوركانا هم مجموعة عرقية لكينيا يعيشون في منطقة توركانا في شمال غرب كينيا المجاورة لبحيرة توركانا، يبلغ عددهم 900 ألف نسمة أي ما يمثلون نسبة 2,5% من سكان كينيا، يُطلقون على نفسهم التوركانيون والتي تعني الرعاة الرحالة، ولهم لغة خاصة إسمها لغة التوركانا وهي لغة نيلية شرقية.